# Kramy Szewskie w Krakowie

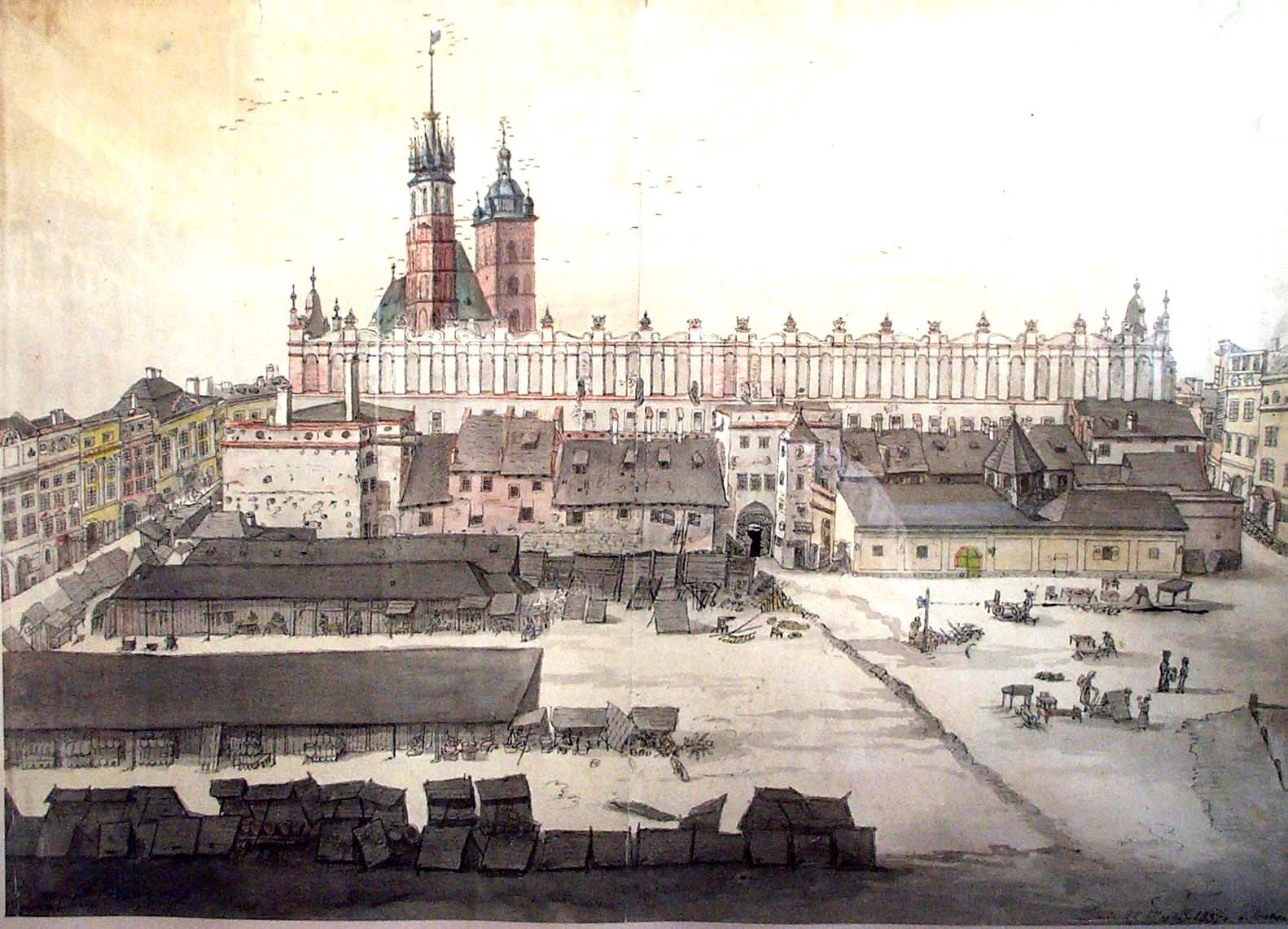
Sukiennice w 1830 r., po prawej Kramy Szewskie

Kramy Szewskie – pierwotnie drewniane, później murowane zabudowania na krakowskim rynku służące do handlu wyrobami szewskimi, wyburzone w 1854 roku.

## Architektura
Była to hala długości połowy sukiennic, luźno do nich przylegająca od zachodu, od południa bezpośrednio do Postrzygalni a od północy do Langierówki, tworząc niezadaszoną alejkę w środku. Kramy szewskie zwieńczone były sklepieniem beczkowym z lunetami. W połowie długości umieszczona została w sklepieniu kopuła ośmiokątna, nakryta stożkowym dachem, mająca w podstawie (w bębnie) otwory okienne, zapewniające oświetlenie hali światłem dziennym. Na kluczu kopuły widniało godło cechu szewskiego. Stanowiska z towarem znajdowały się pod ścianami hali. Z zewnątrz Kramy Szewskie zabudowane były licznymi drewnianymi przybudówkami, przez co nie przedstawiały się zbyt okazale.

## Historia
Pierwsze wzmianki o kramach (jatkach) szewców pochodzą z roku 1468. Później wymieniono je w źródłach z końca XVI wieku. Pierwotne kramy były wykonane z drewna i prawdopodobnie służyły także garbarzom. W 1589 roku te zabudowania zniszczył pożar. Cech szewski postanowił wznieść w tym samym miejscu budowlę murowaną. Prace nad nowymi kramami ukończono w roku 1599. Stworzył je architekt Augustyn Litwinka. Kramy początkowo były renesansowe (XV – XVI w.). W 1778 zostały odnowiono w stylu barokowym.  
Budynek został zburzony podczas prac przygotowawczych do restauracji Sukiennic przeprowadzonej w latach 1875–1879 .

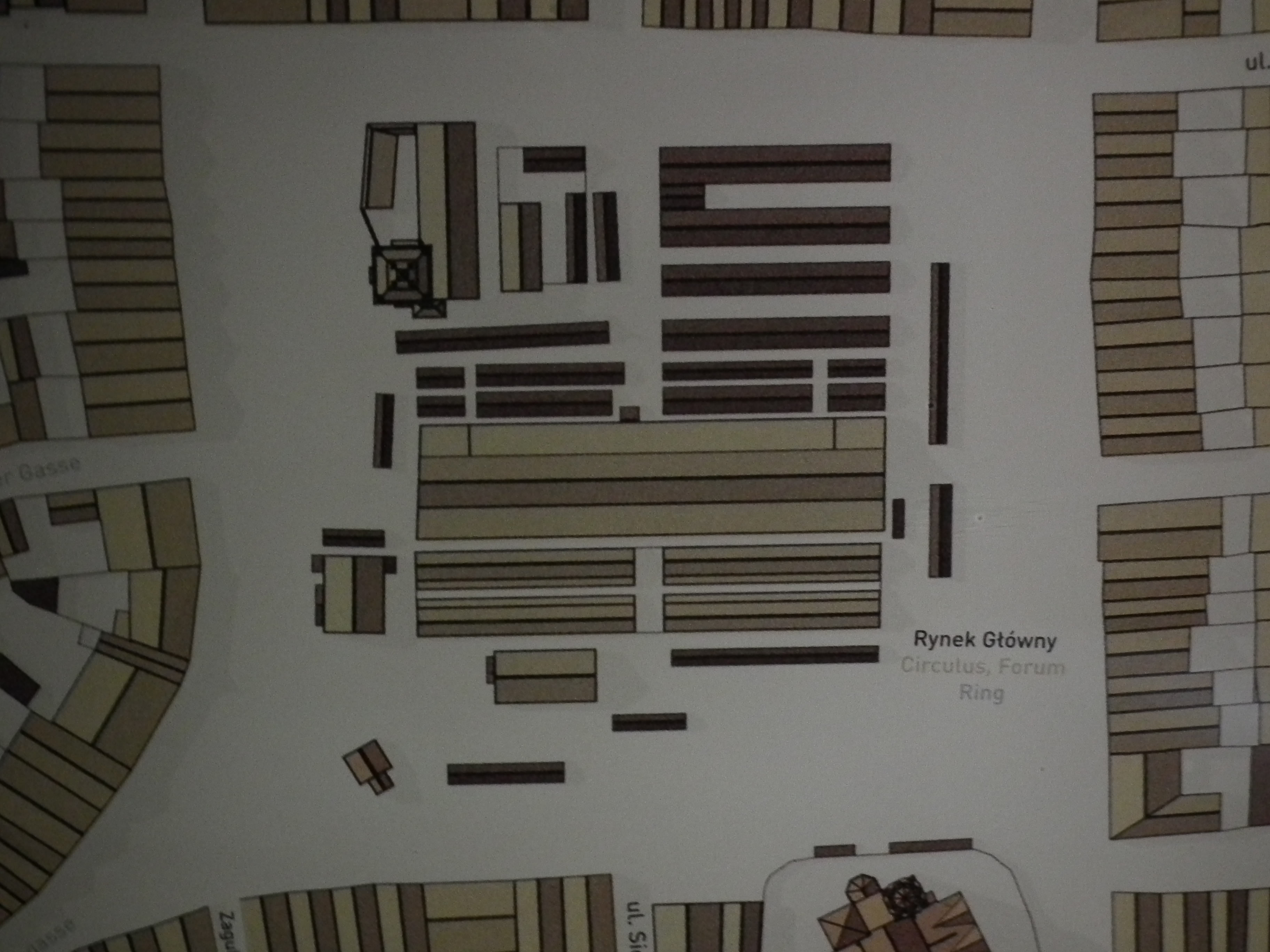
Rozkład kramów na rynku krakowskim (plan z Muzeum Historycznego Miasta Krakowa)
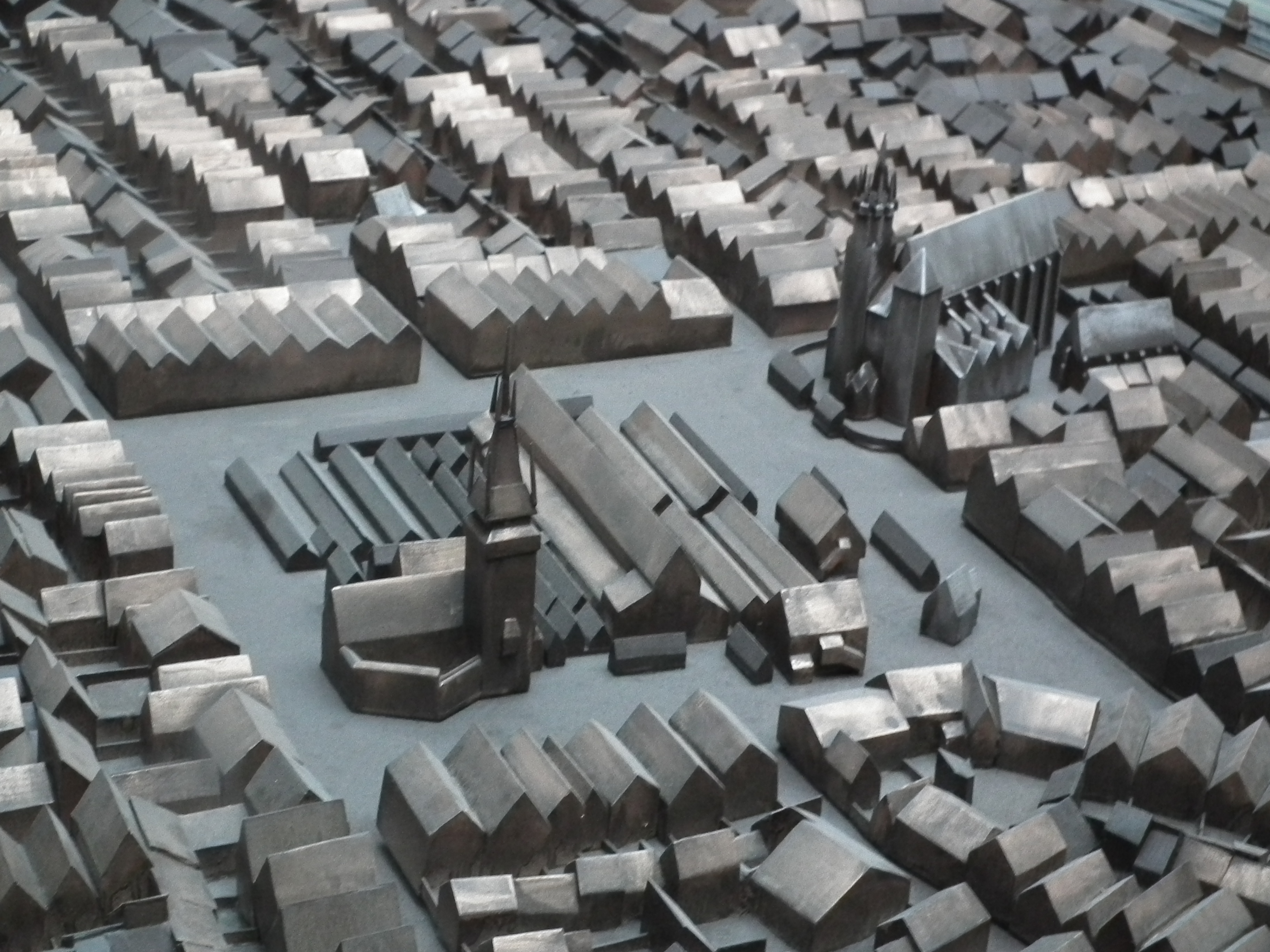
Rozkład kramów na rynku krakowskim (makieta z Muzeum Historycznego Miasta Krakowa)